# Liste antiker Ortsnamen und geographischer Bezeichnungen/Ni
| Lateinischer Name              | Griechischer Name              | Beschreibung                                                                                             | Heute                                                                | Quellen und Verweise | Lage |
| ------------------------------ | ------------------------------ | --- | -------------------------------------------------------------------- | -------------------- | ---- |
| Nias                           | Νίας (Nias)                    | Strom im Westen von Afrika                                                                               | vermutlich der Senegal                                               | Smith;               |      |
| Nicae, Nice                    | Νίκη (Nikē), Νικαία (Nikaia)   | Stadt in Thrakien                                                                                        | im heutigen Bezirk Havsa in der Türkei                               | Smith;               |      |
| Nicaea                         | Νικαία (Nikaia)                | Stadt in Bithynien                                                                                       | İznik in der Türkei                                                  | Smith (1);           |      |
| Nicaea                         | Νικαία (Nikaia)                | Stadt in Lydien                                                                                          | etwa 5 km südöstlich von Türkönü in der Türkei                       |                      |      |
| Nicaea                         | Νικαία (Nikaia)                | Stadt am linken Ufer des Hydaspes                                                                        | im Pandschab in Pakistan                                             | Smith (2);           |      |
| Nicaea                         | Νικαία (Nikaia)                | Stadt in Paropamisadai                                                                                   | im Kabultal in Pakistan                                              |                      |      |
| Nicaea                         | Νικαία (Nikaia)                | Stadt in Ligurien                                                                                        | Nizza in Frankreich                                                  | Smith (1);           |      |
| Nicaea                         | Νικαία (Nikaia)                | Festung an der Küste im östlichen Lokris                                                                 | bei Agia Triada westlich von Molos am Golf von Malia in Griechenland | Smith (2);           |      |
| Nicaea                         | Νικαία (Nikaia)                | Stadt in der Phthiotis                                                                                   |                                                                      |                      |      |
| Nicaea                         | Νικαία (Nikaia)                | Stadt in Illyrien                                                                                        | bei Klos im Kreis Elbasan in Albanien                                | Smith (3);           |      |
| Nicama                         |                                | |                                                                      | Smith;               |      |
| Nicasia                        |                                | |                                                                      | Smith;               |      |
| Nicephorium                    | Νικηφόριον                     | siehe Callinicum                                                                                         |                                                                      | Smith;               |      |
| Nicephorius                    |                                | |                                                                      | Smith;               |      |
| Nicer                          |                                | |                                                                      | Smith;               |      |
| Nicia                          |                                | |                                                                      | Smith;               |      |
| Nicium                         |                                | |                                                                      | Smith;               |      |
| Nicomedeia                     |                                | |                                                                      | Smith;               |      |
| Niconis Dromus                 |                                | |                                                                      | Smith;               |      |
| Niconium                       |                                | |                                                                      | Smith;               |      |
| Nicopolis                      | Νικόπολις (Nikopolis)          | Stadt in Bithynien                                                                                       |                                                                      | Smith (1);           |      |
| Nicopolis                      | Νικόπολις (Nikopolis)          | Stadt am Lykos in Kappadokien, von Pompeius 66 v. Chr. wegen eines Sieges über Mithridates neu begründet | Yešilyayla in der Türkei                                             | Smith (2);           |      |
| Nicopolis                      | Νικόπολις (Nikopolis)          | Stadt in Kleinarmenien                                                                                   | Koyulhisar in der Provinz Sivas, Türkei                              |                      |      |
| Nicopolis                      | Νικόπολις (Nikopolis)          | Stadt am Südostfuß des Amanos in Kilikien                                                                | bei İslahiye in der Türkei                                           | Smith (4);           |      |
| Nicopolis                      | Νικόπολις (Nikopolis)          | Stadt in Judäa                                                                                           |                                                                      | Smith (5);           |      |
| Nicopolis, Iuliopolis          | Νικόπολις (Nikopolis)          | Legionsstandort bei Alexandria in Ägypten                                                                |                                                                      | Smith;               |      |
| Nicopolis, Actia Nicopolis     | Νικόπολις (Nikopolis)          | Stadt in Epirus                                                                                          |                                                                      | Smith (1);           |      |
| Nicopolis                      | Νικόπολις (Nikopolis)          | Stadt in Mösien am Oberlauf des Nestos                                                                   | in Südwestbulgarien, Oblast Blagoewgrad                              | Smith (2);           |      |
| Nicopolis, Nicopolis ad Haemum | Νικόπολις (Nikopolis)          | Stadt im Mösien am Fuß des Berges Haimos                                                                 | Nikjup in Bulgarien                                                  | Smith (3);           |      |
| Nicopolis                      | Νικόπολις (Nikopolis)          | Stadt in Mösien an der Mündung des Iatros in die Donau                                                   |                                                                      | Smith (4);           |      |
| Nicotera                       |                                | Stadt in Bruttium                                                                                        | Nicotera in Italien                                                  | Smith;               |      |
| Nida                           |                                | Hauptort der Civitas Taunensium in Germania superior                                                     | am Rand der Wetterau im Nordwesten von Frankfurt am Main             |                      |      |
| Nidum                          |                                | |                                                                      | Smith;               |      |
| Nigeir                         |                                | |                                                                      | Smith;               |      |
| Nigeira                        |                                | |                                                                      | Smith;               |      |
| Nigriniana                     |                                | |                                                                      | Smith;               |      |
| Nigritae                       |                                | |                                                                      | Smith;               |      |
| Nigritis Lacus                 |                                | |                                                                      | Smith;               |      |
| Nigrus                         |                                | |                                                                      | Smith;               |      |
| Nili Paludes                   |                                | |                                                                      | Smith;               |      |
| Nilupolis                      |                                | |                                                                      | Smith;               |      |
| Nilus                          | Νεῖλος (Neilos)                | Nil in Ägypten                                                                                           |                                                                      | Smith;               |      |
| Ningum                         |                                | |                                                                      | Smith;               |      |
| Ninive, Ninus                  | Νινεύη (Nineuē), Νῖνος (Ninos) | mesopotamische Stadt am Tigris                                                                           | gegenüber von Mosul im Irak                                          | Smith;               |      |
| Ninnitaci                      |                                | |                                                                      | Smith;               |      |
| Ninus                          |                                | siehe Ninive                                                                                             |                                                                      |                      |      |
| Niphates                       |                                | |                                                                      | Smith;               |      |
| Nivaria                        |                                | |                                                                      | Smith;               |      |
| Nivaria Ins                    |                                | |                                                                      | Smith;               |      |